# 渡辺俊美のINTER PLAY
渡辺俊美のINTER PLAY（わたなべとしみのインタープレイ）は、FMおだわらが制作し、同局及びミュージックバード（MUSIC BIRD for COMMUNITY）で放送されているラジオ番組である。

## 概要
リスナーからの投稿を交えつつ、様々な曲を紹介するトーク番組。渡辺が欠席の場合、アシスタントのクサカと知り合いの相方で進行される。
生放送後、次週の放送分の収録をすることもあり、この場合はリスナーの投稿が紹介できないため、渡辺とクサカのフリートーク回となる。フリートーク回は、渡辺と生電話を繋ぐこともある。
渡辺いわく、番組については「より多くの人に、ジャズの魅力を伝えたい」というのが基本にあるという。また、番組タイトルの「INTER PLAY」は『即興』という意味であるが、特に由来はなく、その場で決めたという。
番組前半はイベントや近況についてトークを展開し、後半はリスナーからの投稿を中心に紹介する。投稿の内容は、イベントやリスナーからの近況などさまざまである。番組内で投稿が紹介されたリスナーのラジオネーム・添付された写真は放送後、番組Facebookに掲載されていたが、のちに番組Instagramにも掲載されることになった。
なお番組で紹介される楽曲は、渡辺の関わったもののみである。
2017年1月よりミュージックバードを通じた全国ネットが開始された。当初、ネット局における放送時間は制作局と同じであったが、2021年9月期の改編で金曜2:00に移動した。FMおだわらでは生放送をしながら全国放送用の収録も行っており、全国向けには約1週間遅れで放送される。なお全国放送の時間帯は、FMおだわらでは放送されていない。

## 放送時間
- 放送時間はJST、2025年6月現在。 ミュージックバード契約局のみ記載[4]。
- コミュニティ放送局の特性上、イベント中継や地震・台風・選挙などの報道番組が組み込まれた場合はネット返上される例があるので各局の公式サイトを参照されたい。
- 無印はサイマルラジオ（インターネットラジオ）を実施していない局
- □印＝レディモ実施局
- ■印＝FM聴実施局
- ○印＝ListenRadio実施局
- ●印＝JCBAサイマルラジオ実施局
- ∇印＝FM++実施局

| 放送地域         | サイマル | 放送局                     | 放送時間                                                        | 備考                            |
| ---------------- | -------- | -------------------------- | --------------------------------------------------------------- | ------------------------------- |
| 小田原市         | ●        | FMおだわら（制作局）       | 毎週金曜19:00 - 19:58（生放送）                                 | ※土曜21:00 - 21:59（再放送）    |
| 桐生市           | ▽        | FM桐生                     | 毎週日曜19:00 - 19:58 （ミュージックバードの放送から約4日遅れ） | ※毎週金曜9:00 - 9:58 （再放送） |
| 帯広市           | ●        | FMいるか                   | 毎週水曜02:00 - 02:58（水曜深夜）                               |                                 |
| 釧路市           | 〇       | FMくしろ                   | 毎週水曜02:00 - 02:58（水曜深夜）                               |                                 |
| 帯広市           | 〇       | FM JAGA                    | 毎週水曜02:00 - 02:58（水曜深夜）                               |                                 |
| 稚内市           | ■        | FMわっぴ〜                 | 毎週水曜02:00 - 02:58（水曜深夜）                               |                                 |
| ニセコ町         | ●／□     | ラジオニセコ               | 毎週水曜02:00 - 02:58（水曜深夜）                               |                                 |
| 根室市           | 〇       | FMねむろ                   | 毎週水曜02:00 - 02:58（水曜深夜）                               |                                 |
| 網走市           | 〇       | FMあばしり                 | 毎週水曜02:00 - 02:58（水曜深夜）                               |                                 |
| 苫小牧市         | ●／□     | FMとまこまい               | 毎週水曜02:00 - 02:58（水曜深夜）                               |                                 |
| 栗山町           | ●／□     | FMくりやま                 | 毎週水曜02:00 - 02:58（水曜深夜）                               |                                 |
| 五所川原市       | ●        | FMごしょがわら             | 毎週水曜02:00 - 02:58（水曜深夜）                               |                                 |
| 太白区           |          | FMたいはく                 | 毎週水曜02:00 - 02:58（水曜深夜）                               |                                 |
| 岩沼市           | ●        | FMいわぬま                 | 毎週水曜02:00 - 02:58（水曜深夜）                               |                                 |
| 名取市           | 〇       | なとらじ801                | 毎週水曜02:00 - 02:58（水曜深夜）                               |                                 |
| 奥州市           | ●        | 奥州FM                     | 毎週水曜02:00 - 02:58（水曜深夜）                               |                                 |
| 花巻市           | ●        | FM One                     | 毎週水曜02:00 - 02:58（水曜深夜）                               |                                 |
| 宮古市           | 〇       | みやこハーバーラジオ       | 毎週水曜02:00 - 02:58（水曜深夜）                               |                                 |
| 湯沢市           | 〇       | FMゆ〜とぴあ               | 毎週水曜02:00 - 02:58（水曜深夜）                               |                                 |
| 鹿角市           | 〇       | 鹿角きりたんぽFM           | 毎週水曜02:00 - 02:58（水曜深夜）                               |                                 |
| 大仙市           | ▽        | FMはなび                   | 毎週水曜02:00 - 02:58（水曜深夜）                               |                                 |
| 大館市           | ▽        | 大館放送                   | 毎週水曜02:00 - 02:58（水曜深夜）                               |                                 |
| 喜多方市         | ●        | FM喜多方                   | 毎週水曜02:00 - 02:58（水曜深夜）                               |                                 |
| 本宮市           | 〇       | FMモットコム               | 毎週水曜02:00 - 02:58（水曜深夜）                               |                                 |
| いわき市         | ○        | FMいわき                   | 毎週水曜02:00 - 02:58（水曜深夜）                               |                                 |
| 須賀川市         | ●        | URUTRA FM                  | 毎週水曜02:00 - 02:58（水曜深夜）                               |                                 |
| 酒田市           | ●        | ハーバーラジオ             | 毎週水曜02:00 - 02:58（水曜深夜）                               |                                 |
| 米沢市           | ●        | エフエムNCV おきたまGO!    | 毎週水曜02:00 - 02:58（水曜深夜）                               |                                 |
| 長井市           | ●        | FMい〜じゃんおらんだラジオ | 毎週水曜02:00 - 02:58（水曜深夜）                               |                                 |
| 横須賀市         | ●        | FM・ブルー湘南             | 毎週水曜02:00 - 02:58（水曜深夜）                               |                                 |
| 大和市           | ●／□     | FMやまと                   | 毎週水曜02:00 - 02:58（水曜深夜）                               |                                 |
| 横浜市戸塚区     | ●／□     | FM戸塚                     | 毎週水曜02:00 - 02:58（水曜深夜）                               |                                 |
| 武蔵野市         | ●        | むさしのFM                 | 毎週水曜02:00 - 02:58（水曜深夜）                               |                                 |
| 立川市           | 〇       | FMたちかわ                 | 毎週水曜02:00 - 02:58（水曜深夜）                               |                                 |
| 調布市           | ○        | 調布FM                     | 毎週水曜02:00 - 02:58（水曜深夜）                               |                                 |
| 狛江市           | ●／□     | コマラジ                   | 毎週水曜02:00 - 02:58（水曜深夜）                               |                                 |
| 入間市           | ●／□     | FMチャッピー               | 毎週水曜02:00 - 02:58（水曜深夜）                               |                                 |
| さいたま市浦和区 | 〇       | RADS WAVE                  | 毎週水曜02:00 - 02:58（水曜深夜）                               |                                 |
| 八千代市         | ●／□     | FMふくろう                 | 毎週水曜02:00 - 02:58（水曜深夜）                               |                                 |
| 成田市           | ●        | ラジオ成田                 | 毎週水曜02:00 - 02:58（水曜深夜）                               |                                 |
| 沼田市           | ●        | FM OZE                     | 毎週水曜02:00 - 02:58（水曜深夜）                               |                                 |
| 太田市           | ●／□     | FM TARO                    | 毎週水曜02:00 - 02:58（水曜深夜）                               |                                 |
| 玉村町           | ●        | ラヂオななみ               | 毎週水曜02:00 - 02:58（水曜深夜）                               |                                 |
| 伊勢崎市         |          | いせさきFM                 | 毎週水曜02:00 - 02:58（水曜深夜）                               |                                 |
| 水戸市           | 〇       | FMぱるるん                 | 毎週水曜02:00 - 02:58（水曜深夜）                               |                                 |
| 鹿嶋市           | ●        | FMかしま                   | 毎週水曜02:00 - 02:58（水曜深夜）                               |                                 |
| 日立市           | 〇       | FMひたち                   | 毎週水曜02:00 - 02:58（水曜深夜）                               |                                 |
| 甲府市           | ●        | FM甲府                     | 毎週水曜02:00 - 02:58（水曜深夜）                               |                                 |
| 北杜市           | ●／□     | FM八ヶ岳                   | 毎週水曜02:00 - 02:58（水曜深夜）                               |                                 |
| 富士吉田市       | ●／□     | FMふじここ                 | 毎週水曜02:00 - 02:58（水曜深夜）                               |                                 |
| 柏崎市           | ●        | FMピッカラ                 | 毎週水曜02:00 - 02:58（水曜深夜）                               |                                 |
| 新発田市         | ●        | シバラジ                   | 毎週水曜02:00 - 02:58（水曜深夜）                               |                                 |
| 南魚沼市         | ●        | FM雪国                     | 毎週水曜02:00 - 02:58（水曜深夜）                               |                                 |
| 長岡市           | ●        | FMながおか                 | 毎週水曜02:00 - 02:58（水曜深夜）                               |                                 |
| 上越市           | ●        | FMじょうえつ               | 毎週水曜02:00 - 02:58（水曜深夜）                               |                                 |
| 十日町市         | ▽        | FMとおかまち               | 毎週水曜02:00 - 02:58（水曜深夜）                               |                                 |
| 塩尻市           | ●／□     | 高ボッチ高原FM             | 毎週水曜02:00 - 02:58（水曜深夜）                               |                                 |
| 伊那市           | ●／□     | 伊那谷FM                   | 毎週水曜02:00 - 02:58（水曜深夜）                               |                                 |
| 安曇野市         | ●        | 安曇野FM                   | 毎週水曜02:00 - 02:58（水曜深夜）                               |                                 |
| 諏訪市           | ▽        | LCV-FM                     | 毎週水曜02:00 - 02:58（水曜深夜）                               |                                 |
| 砺波市           | ●        | FMとなみ                   | 毎週水曜02:00 - 02:58（水曜深夜）                               |                                 |
| 熱海市           | ●／□     | Chao!                      | 毎週水曜02:00 - 02:58（水曜深夜）                               |                                 |
| 伊東市           | ●／□     | FMなぎさステーション       | 毎週水曜02:00 - 02:58（水曜深夜）                               |                                 |
| 島田市           | ●        | g-sky76.5                  | 毎週水曜02:00 - 02:58（水曜深夜）                               |                                 |
| 御殿場市         | ●        | 富士山GOGOエフエム         | 毎週水曜02:00 - 02:58（水曜深夜）                               |                                 |
| 伊豆の国市       | ●／□     | FMいずのくに               | 毎週水曜02:00 - 02:58（水曜深夜）                               |                                 |
| 三島市           | ●／□     | VOICE CUE                  | 毎週水曜02:00 - 02:58（水曜深夜）                               |                                 |
| 豊橋市           | ▽        | やしの実FM                 | 毎週水曜02:00 - 02:58（水曜深夜）                               |                                 |
| 豊田市           | ▽        | ラジオ・ラヴィート         | 毎週水曜02:00 - 02:58（水曜深夜）                               |                                 |
| 東海市           | ▽        | メディアスFM               | 毎週水曜02:00 - 02:58（水曜深夜）                               |                                 |
| 名古屋市         | ▽        | MID-FM                     | 毎週水曜02:00 - 02:58（水曜深夜）                               |                                 |
| 瀬戸市           | ●／□     | RADIO SANQ                 | 毎週水曜02:00 - 02:58（水曜深夜）                               |                                 |
| 岐阜市           | ●        | FMわっち                   | 毎週水曜02:00 - 02:58（水曜深夜）                               |                                 |
| いなべ市         | ●        | いなBee                    | 毎週水曜02:00 - 02:58（水曜深夜）                               |                                 |
| 四日市市         | ▽        | CTY-FM                     | 毎週水曜02:00 - 02:58（水曜深夜）                               |                                 |
| 鈴鹿市           | ●／□     | 鈴鹿メディアパーク         | 毎週水曜02:00 - 02:58（水曜深夜）                               |                                 |
| 草津市           | ●        | ロケッツ785                | 毎週水曜02:00 - 02:58（水曜深夜）                               |                                 |
| 綾部市           | ●        | FMいかる                   | 毎週水曜02:00 - 02:58（水曜深夜）                               |                                 |
| 五條市           | ●        | FM五條                     | 毎週水曜02:00 - 02:58（水曜深夜）                               |                                 |
| 八尾市           | ▽        | やおFM                     | 毎週水曜02:00 - 02:58（水曜深夜）                               |                                 |
| 豊中市           | ●        | FM千里                     | 毎週水曜02:00 - 02:58（水曜深夜）                               |                                 |
| 三木市           | ●        | FMみっきい                 | 毎週水曜02:00 - 02:58（水曜深夜）                               |                                 |
| 丹波市           | ●        | 805たんば                  | 毎週水曜02:00 - 02:58（水曜深夜）                               |                                 |
| 広島市中区       | ●        | FMちゅーピー               | 毎週水曜02:00 - 02:58（水曜深夜）                               |                                 |
| 三原市           | ●        | FMみはら                   | 毎週水曜02:00 - 02:58（水曜深夜）                               |                                 |
| 尾道市           | ●        | FM尾道                     | 毎週水曜02:00 - 02:58（水曜深夜）                               |                                 |
| 米子市           | 〇       | DARAZ FM                   | 毎週水曜02:00 - 02:58（水曜深夜）                               |                                 |
| 出雲市           |          | FMいずも                   | 毎週水曜02:00 - 02:58（水曜深夜）                               |                                 |
| 下関市           | ●        | カモンFM                   | 毎週水曜02:00 - 02:58（水曜深夜）                               |                                 |
| 周南市           | ●        | しゅうなんFM               | 毎週水曜02:00 - 02:58（水曜深夜）                               |                                 |
| 坂出市           | ●／□     | FM SUN                     | 毎週水曜02:00 - 02:58（水曜深夜）                               |                                 |
| 高松市           | 〇       | FM81.5                     | 毎週水曜02:00 - 02:58（水曜深夜）                               |                                 |
| 今治市           | 〇       | FMラヂオバリバリ           | 毎週水曜02:00 - 02:58（水曜深夜）                               |                                 |
| 宇和島市         | ●        | FMがいや                   | 毎週水曜02:00 - 02:58（水曜深夜）                               |                                 |
| 直方市           | 〇       | チョクラジ                 | 毎週水曜02:00 - 02:58（水曜深夜）                               |                                 |
| 八女市           | ●        | FM八女                     | 毎週水曜02:00 - 02:58（水曜深夜）                               |                                 |
| 佐世保市         | ▽        | はっぴぃ!FM                | 毎週水曜02:00 - 02:58（水曜深夜）                               |                                 |
| 諫早市           | ▽        | レインボーFM               | 毎週水曜02:00 - 02:58（水曜深夜）                               |                                 |
| 佐伯市           |          | FMさえき                   | 毎週水曜02:00 - 02:58（水曜深夜）                               |                                 |
| 熊本市           | ●        | FM791                      | 毎週水曜02:00 - 02:58（水曜深夜）                               |                                 |
| 天草市           | ▽        | みつばちラジオ             | 毎週水曜02:00 - 02:58（水曜深夜）                               |                                 |
| 八代市           | ●        | Kappa FM                   | 毎週水曜02:00 - 02:58（水曜深夜）                               |                                 |
| 小国町           | □        | FM小国                     | 毎週水曜02:00 - 02:58（水曜深夜）                               |                                 |
| 宮崎市           | ▽        | 宮崎サンシャインFM         | 毎週水曜02:00 - 02:58（水曜深夜）                               |                                 |
| 延岡市           | 〇       | FMのべおか                 | 毎週水曜02:00 - 02:58（水曜深夜）                               |                                 |
| 日向市           | ▽        | FMひゅうが                 | 毎週水曜02:00 - 02:58（水曜深夜）                               |                                 |
| 薩摩川内市       | ▽        | FMさつませんだい           | 毎週水曜02:00 - 02:58（水曜深夜）                               |                                 |
| 宮古島市         | ▽        | FMみやこ                   | 毎週水曜02:00 - 02:58（水曜深夜）                               |                                 |
| 石垣市           | 〇       | FMいしがきサンサンラジオ   | 毎週水曜02:00 - 02:58（水曜深夜）                               | 前番組に自社制作番組を放送      |